# Weißkopf-Dampfschiffente
Die Weißkopf-Dampfschiffente (Tachyeres leucocephalus) ist eine flugunfähige Vogelart aus der Familie der Entenvögel (Anatidae) und gehört hier zur Unterfamilie der Halbgänse (Tadorninae). Sie gehört zur Gattung Tachyeres. Die Art wurde erst 1981 und somit als bisher letzte der Dampfschiffenten wissenschaftlich beschrieben.

## Vorkommen

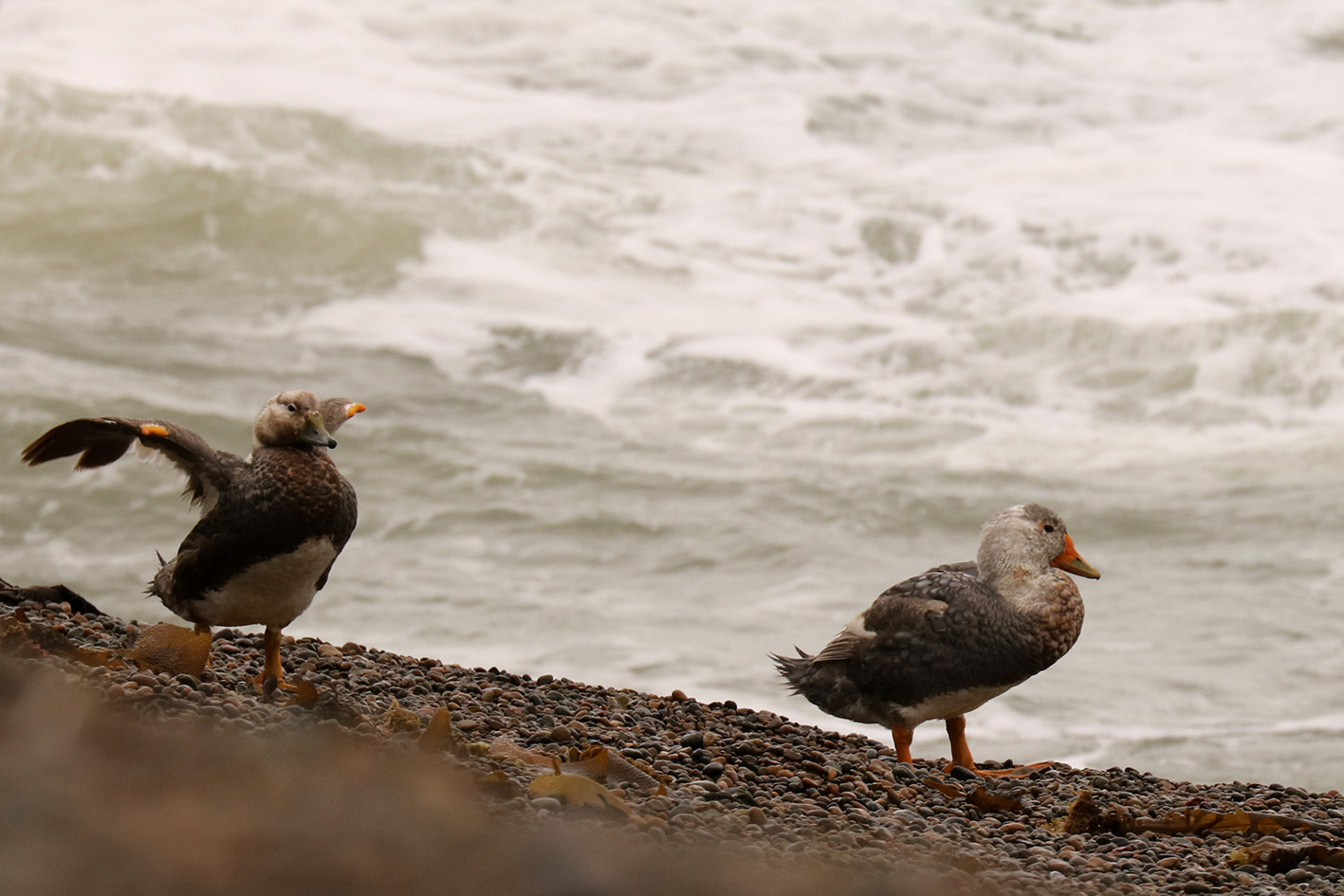
Zwei Weißkopf-Dampfschiffenten an Land

Verbreitungsgebiet der Weißkopf-Dampfschiffente (grün)

Die Weißkopf-Dampfschiffente lebt endemisch an der Südküste der Provinz Chubut in Argentinien. Sie ist ganzjährig auf dem Meer anzutreffen und brütet auf der Küste vorgelagerten, unzugänglichen Inseln. Außerhalb der Brutsaison unternimmt die Art Kurzstreckenwanderungen und wird dann auch an der nördlichen Küste der Provinz Santa Cruz gesichtet.

## Aussehen
Die Weißkopf-Dampfschiffente erreicht eine Körperlänge von 61 bis 74 cm und ein Gewicht von 2,95 bis 3,8 kg. Das Männchen weist ein im Gegensatz zu den anderen Arten der Dampfschiffenten sehr helles Gefieder am Kopf auf. Der Körper ist im Kontrast dazu dunkel befiedert, lediglich der Bauch ist weiß, die Schwingen weisen einen weißen Spiegel auf. Das Weibchen ist am Kopf dunkelbraun befiedert, ein schmaler weißer Strich verläuft halbmondförmig vom Auge entlang des Halses bis zur Brust.

## Lebensweise
Die Brut findet zwischen Oktober und Februar, also im Frühling und Sommer der Südhalbkugel statt. In der Regel brütet die Art in Einzelpaaren, obgleich es auf einigen vorgelagerten Inseln auch Brutkolonien gibt. Das Nest findet sich stets in der Nähe des Wassers und wird bevorzugt im Schutz von dichter Vegetation angelegt.
Nahrung wird vor allem in Form von marinen Crustaceen und Mollusken aufgenommen, welche fast ausnahmslos tauchend erbeutet werden.